# Elisabeth-Sophien-Koog
Elisabeth-Sophien-Koog és un municipi del districte de Nordfriesland, situat a l'illa de Nordstrand dins l'Amt Nordsee-Treene, a l'estat alemany de Slesvig-Holstein. Fou creat el 1768 arran d'un polder finançat pel banquer Jean Henri Desmercières, qui li posà el nom de la seva esposa.